# دراژوویتسه (ناحیه ویشکوف)
دراژوویتسه (به چکی: Dražovice) یک منطقهٔ مسکونی در جمهوری چک است که در ناحیه ویشکوو واقع شده‌است. دراژوویتسه ۶٫۴۱ کیلومتر مربع مساحت و ۸۶۴ نفر جمعیت دارد و ۲۴۷ متر بالاتر از سطح دریا واقع شده‌است.